# Tjære og fjer
Tjære og fjer er en form for offentlig ydmygelse anvendt for at håndhæve uofficiel retfærdighed eller hævn. Det blev brugt i det feudale Europa og dets kolonier i tidlig moderne tid, samt ved den tidlige amerikanske frontier, for det meste som en form for pøbelhævn (sammenlign Lynch Law).
I et typisk tjære-og-fjer angreb blev pøbelens offer klædt nøgen på overkroppen. Brændende varm, flydende tjære blev hældt eller påført den pågældende, som blev holdt fast. Derefter blev der enten hældt fjer ned over offeret eller vedkommende blev rullet rundt i en bunke af fjer, så de klæbede sig til tjæren. Ofte blev offeret derefter kørt rundt i byen på en vogn eller kærre. Målet var at påføre en person så megen smerte og ydmygelse at denne ville bringes til at opføre sig i overensstemmelse med pøbelens krav eller fordrive vedkommende fra byen. Den meget varme tjære gav ofrene svære forbrændinger, og mange omkom efterfølgende af infektioner.